# Планинарски савез Србије
Планинарски савез Србије  је национални грански спортски савез у који су, као чланови, удружене основне спортске планинарске, планинарско-скијашке организације-клубови, односно друштва и друге спортске организације. Такође преставља самосталну, неполитичку и недобитну организацију, која спортским правилима уређује обављање спортских активности и спортских делатности у планинарству и која своје циљеве остварује радом основних организација удружених у Савез и планинарских савеза, као облика територијалног или интересног организовања чланова, у оквиру Савеза.  
Савез је наследник Српског планинског друштва, основаног 17. јуна 1901. године у Београду, односно правни следбеник Планинарског савеза Србије и Црне Горе који је престао да постоји 01.12.2006. године. Постао је 1948. године издвајањем из фискултурног савеза Србије. 
ПсС је 2017. године имао 166 основних организација са 15 487 регистрованих чланова. Члан је Међународне планинарске федерације (UIAA), Европске пешачке асоцијације (ERA), Балканске Планинарске уније (BMU), Европске уније планинарских организација (EUMA). Као члан Међународне планинарске федерације врло активно учествује у њеном раду преко својих представника, тежећи достизању свих постојећих стандарда.